# Jesse
Jesse ist ein Vorname und Familienname.

## Herkunft und Bedeutung
Jesse ist eine aus der Vulgata abgeleitete Variante vom Namen Isai.
Die genaue Bedeutung des Namens ist nicht geklärt. Folgende Herleitungen sind möglich:
- אִישׁ + ay: „Mann (aus)“ (das bestimmende Ortselement ist entfallen)
- אִישׁ + Gottesname: „Mann [Gottes]“
- יֵשׁ + ay: „Er ist vorhanden“
- יֵשׁ + Gottesname: „[Gott] ist vorhanden“

Auf Isai, den Vater Davids, bezieht sich die Zeile von Jesse kam die Art im Weihnachtslied Es ist ein Ros entsprungen. Die Radix Jesse (Wurzel Jesse) ist ein christliches Symbol.

## Namensträger

### Vorname
- Jesse (4. Jahrhundert), erster bekannter Bischof von Speyer
- Jesse Carver (1911–2003), englischer Fußballspieler und -trainer
- Jesse Douglas (1897–1965), US-amerikanischer Mathematiker, Träger der Fields Medal
- Jesse Eisenberg (* 1983), US-amerikanischer Schauspieler
- Jesse Engel US-amerikanischer Poolbillardspieler
- Jesse Evans (1853–?), US-amerikanischer Cowboy und Bandit
- Jesse Goldstein (1915–1959), US-amerikanischer Drehbuchautor und Lehrer
- Jesse Helms (1921–2008), US-amerikanischer Politiker, republikanischer Senator
- Jesse Hughes (* 1972), US-amerikanischer Musiker
- Jesse Jackson (* 1941), US-amerikanischer Politiker
- Jesse James (1847–1882), US-amerikanischer Outlaw
- Jesse Jane (1980–2024), US-amerikanische Pornodarstellerin
- Jesse Joensuu (* 1987), finnischer Eishockeyspieler
- Jesse Joronen (* 1993), finnischer Fußballspieler
- Jesse Lingard (* 1992), englischer Fußballspieler
- Jesse Lonis (* 1995), US-amerikanischer Pokerspieler
- Jesse Marsch (* 1973), US-amerikanischer Fußballspieler und -trainer
- Jesse May (* 1980), US-amerikanischer Pokerspieler und -kommentator
- Jesse McCartney (* 1987), US-amerikanischer Pop-Sänger
- Jesse Metcalfe (* 1978), US-amerikanischer Schauspieler
- Jesse B. Oldendorf (1887–1974), US-amerikanischer Offizier, Admiral der US Navy
- Jesse Owens (1913–1980), US-amerikanischer Leichtathlet
- Jesse Pintado (1969–2006), US-amerikanischer Gitarrist
- Jesse Pinto (* 1990), australischer Fußballspieler
- Jesse Pye (1919–1984), britischer Fußballspieler
- Jesse Rogers (1911–1973), US-amerikanischer Country- und Old-Time-Musiker
- Jesse Lowen Shearer (1921–1992), US-amerikanischer Hochschullehrer und Ingenieur
- Jesse Anne Shugg (* 1992), philippinische Fußballnationalspielerin
- Jesse Stacken (* 1978), US-amerikanischer Jazzpianist
- Jesse Sylvia (* 1986), US-amerikanischer Pokerspieler
- Jesse Vainikka (* 1992), finnischer E-Sportler
- Jesse Thomas (Musiker) (1911–1995), US-amerikanischer Bluesmusiker
- Jesse Thomas (Footballspieler) (1928–2012), US-amerikanischer Footballspieler
- Jesse Thomas (Triathlet) (* 1980), US-amerikanischer Duathlet und Triathlet
- Jesse B. Thomas (1777–1853), amerikanischer Politiker
- Jesse Ventura (* 1951), US-amerikanischer Politiker, Soldat, Wrestler, Filmschauspieler und Radiomoderator
- Jesse Weißenfels (* 1992), deutscher Fußballspieler
- Jesse Winchester (Musiker) (1944–2014), US-amerikanischer Musiker
- Jesse Winchester (Eishockeyspieler) (* 1983), kanadischer Eishockeyspieler
- Jesse Yaginuma (* 1985), US-amerikanischer Pokerspieler

### Familienname
- Eckhard Jesse (* 1948), deutscher Politologe
- Elena Jesse (* 1993), deutsche Schauspielerin
- Frank Jesse (* 1964), deutscher Radrennfahrer
- Friedhelm Jesse (1936–2025), deutscher Fußballspieler
- Hans Jesse (um 1920–1995), deutscher Journalist
- Hugo Jesse (1843–1918), deutscher Beamter (Geheimer Regierungsrat) und Lokalpolitiker
- Ines Jesse (* 1971), deutsche Rechtswissenschaftlerin, politische Beamte und Politikerin (SPD)
- Joanna Jesse (* 1975), deutsche Künstlerin und Malerin
- John Heneage Jesse (1808–1874), britischer Schriftsteller
- Joseph Jesse (1781–1849), preußischer Landrat
- Mike Jesse (* 1973), deutscher Fußballspieler
- Otto Jesse (1838–1901), deutscher Astronom
- Siegfried Jesse (* 1937), deutscher Oberst des Ministeriums für Staatssicherheit (MfS) der DDR
- Wilhelm Jesse (1887–1971), deutscher Historiker und Numismatiker
- Willy Jesse (1897–1971), deutscher Politiker (SPD, SED)